# Plantago tweedyi
Plantago tweedyi är en grobladsväxtart som beskrevs av Asa Gray. Plantago tweedyi ingår i släktet kämpar, och familjen grobladsväxter. Inga underarter finns listade i Catalogue of Life.